# Cassiodor
Cassiodor eller Cassiodorus (fulde navn: Flavius Magnus Aurelius Cassiodorus Senator, ca. 485 i Syditalien – ca. 585 på klostret Vivarium) var en senantik latinsk skribent og historiker. Senator var en del af hans navn og ikke hans embede.
Han var en embedsmand, som i løbet af livet beklædte flere stillinger, bl.a. som kvæstor og konsul. Han nød stor anseelse under Theoderik den Store. Senere trak han sig tilbage og grundlagde omkring 554 klostret Vivarium i Syditalien, hvor han begyndte at skrive. Af de temaer, han skrev om, kan nævnes historie, teologi og musik. Klostret opløstes dog kort efter hans død, men blev i den latinsprogede verden forbillede for lignende uddannelsesinstitutioner.
Han skrev et værk om goterne, som var den vigtigste kilde til Jordanes' Getica ("Om goternes oprindelse og bedrifter").
Han skrev også Institutiones litterarum, en slags encyclopædi.

## Betydning
Ved slutningen af senantikken var store dele af den antikke litteratur allerede forsvundet. Man anser det for en af Cassiodors fortjenester, at han bidrog til genskabelsen og formidlingen af betydelig litteratur og dannelsesgods til den tidlige middelalder. Med kendskab til håndskrifter fra den antikke litteratur skrev han med sit skrift Institutiones divinarum et saecularium litterarum blandt andet en vejledning for afskriften af religiøse og udtrykkelig også profane håndskrifter og erklærede deres mangfoldiggørelse og samling for en opgave for munkene. Afskrifterne og deres forlæg skal han have ladet arkivere og gjort til det første middelalderlige bibliotek. Man anslår omfanget til cirka 100 kodekser, hvad der tydeliggør det kulturelle vacuum, Cassiodor var født ind i, når man sammenligner med de ca. 120.000 bøger, der 475 brændte i Konstantinopel, antikkens sidste bibliotek.

## Forfatterskab
- Gotisk historia (526–533), kendes kun i sammendrag ved Jordanes
- Variae epistolae (537) (Theoderiks officielle handlinger)
- De anima (540) (Om sjælen)
- Institutiones Divinarum et Sæcularium Litterarum (543–555)
- De Artibus ac Disciplinis Liberalium Litterarum (Om de frie kunster)
- Codex Grandior (en bibeltolkning)